# Мухаммед Хашем Майвандваль
Мухаммед Хашим Майвандваль (1919–1973) — державний діяч, прем'єр-міністр Афганістану у 1965–1967 роках.

## Основні віхи біографії
- Закінчив ліцей «Хабібія» (1941), вивчав у США англійську мову.
- 1942–1945 — голова Літературної спілки в Гераті й редактор газети «Еттефаке іслам».
- 1945—1950 — генеральний директор «Афганської енциклопедії», редактор видання «Аніс», заступник начальника управління друку.
- З 1950 року — начальник управління друку в ранзі члена уряду.
- З 1952 — радник посольства у США.
- З 1954 — знову начальник управління друку.
- З 1955 — заступник міністра закордонних справ.
- 1956 — посол у Великій Британії.
- З 1957 — посол в Пакистані.
- З 1958 — посол у США.
- З 1963 — знову посол в Пакистані.
- З 1964 — міністр інформації та культури в уряді Мухаммеда Юсуфа.

## Прем'єр-міністр
У 1965–1967 роках — прем'єр-міністр. Виступав з популістських позицій, відвідував різні регіони країни в рамках пропагандистської програми «Я йду в народ». Вважався прозахідним політиком, був талановитим оратором. Однак суттєвих результатів його уряд досягнути не зміг.

## Партійний лідер
1966 року заснував Партію прогресивної демократії, що виступала за соціалізм, «який можна збудувати й за умов монархії», народну демократію, економічні та соціальні реформи. Вважав іслам основою національного світогляду. До складу партії входили деякі представники ліберальної інтелігенції. Друкованим органом партії була газета «Мосават». Після виходу у відставку з посту прем'єра Майвандваль перебував в опозиції, у 1969 році зазнав поразки на виборах до парламенту (не без участі влади).

## Загибель
Невдовзі після усунення монархії 1973 року був заарештований, звинувачений у керівництві змовою проти режиму Мухаммеда Дауда, в якому, за свідченням тогочасної влади, брали участь також високопоставлені воєначальники. Його було піддано тортурам, від яких, за найпоширенішою версією, він і помер. Офіційно було оголошено про його самогубство; при цьому в грудні 1973 року його було «посмертно» засуджено до смертної кари.